# Campo do Prado
Campo do Prado é um bairro urbano de Cachoeiras de Macacu, município da Região Metropolitana do Rio de Janeiro, no Brasil.
Possui cerca de 10 mil habitantes, e é o bairro central da cidade, aí se localizando a sede administrativa da Prefeitura, o Hospital Municipal, o Fórum, o Instituto Anacleto de Queirós e o Sindicato dos Ferroviários, além de concentrar o maior número de prédios públicos e comerciais do Município, e de ser a região com o maior número de escolas em toda a cidade.

## História

### O Levante de 1961
A 8 de Agosto de 1961, o bairro, uma das zonas mais importantes do município, foi palco de um levante popular, após a Empresa Força e Luz do município desligar o ramal que servia Campo do Prado. O corte ocorreu sem aviso, apanhando até de surpresa o Dr. Mário Simão Assaf, cirurgião do hospital que se preparava para operar, causando a indignação da população que saiu às ruas em protesto, reunindo-se em comício na Praça Getúlio Vargas. Ao ser procurado pelos líderes da manifestação, em busca de explicações, o dono da empresa municipal, Nei Sousa e Silva, recusou-se a atender o pedido de religamento, dizendo que não podia "virar-se em luz". 
A população em protesto investiu contra os escritórios da companhia, só não os arrasando devido à intervenção do delegado de polícia do município, tendo os distúrbios durado até às duas horas da madrugada do dia 9. Em consequência do incidente, o então prefeito Nilo Tôrres pediu intervenção do Governo Federal, assumindo a incapacidade da empresa municipal em assegurar o abastecimento. Nos dias seguintes a cidade, e em particular o bairro Campo do Prado, onde se localizavam os principais equipamentos sociais, ficaram completamente às escuras. 
O dono da empresa fugiu para Niterói, e o delegado pediu reforço municipal por forma a impedir a população de depredar as instalações da empresa. Estas manifestações tiveram o respaldo da Comissão Pró-Melhoramento da Energia Elétrica. O incidente foi um dos mais significativos de uma série de protestos populares em Cachoeiras de Macacu contra a Empresa Força e Luz, ocorridos entre 1961 e 1963.
A 15 de Novembro de 1963 foi aqui lançada a primeira pedra da Estação Rodoviária Municipal, realizada pelo prefeito Ubirajara Muniz na Praça Getúlio Vargas.

### Enchente de 1965
Às últimas horas do dia 22 de Dezembro de 1965, vésperas do Natal, chuvas torrenciais atingiram a cidade de Cachoeiras de Macacu, causando pelo menos 8 mortos e 9 desaparecidos, destruindo todas as pontes do município e afectando sobretudo o perímetro urbano, no qual se localiza Campo do Prado, onde a enchente demoliu a ponte da atual Avenida Governador Roberto Silveira.